# ラザニエッテ

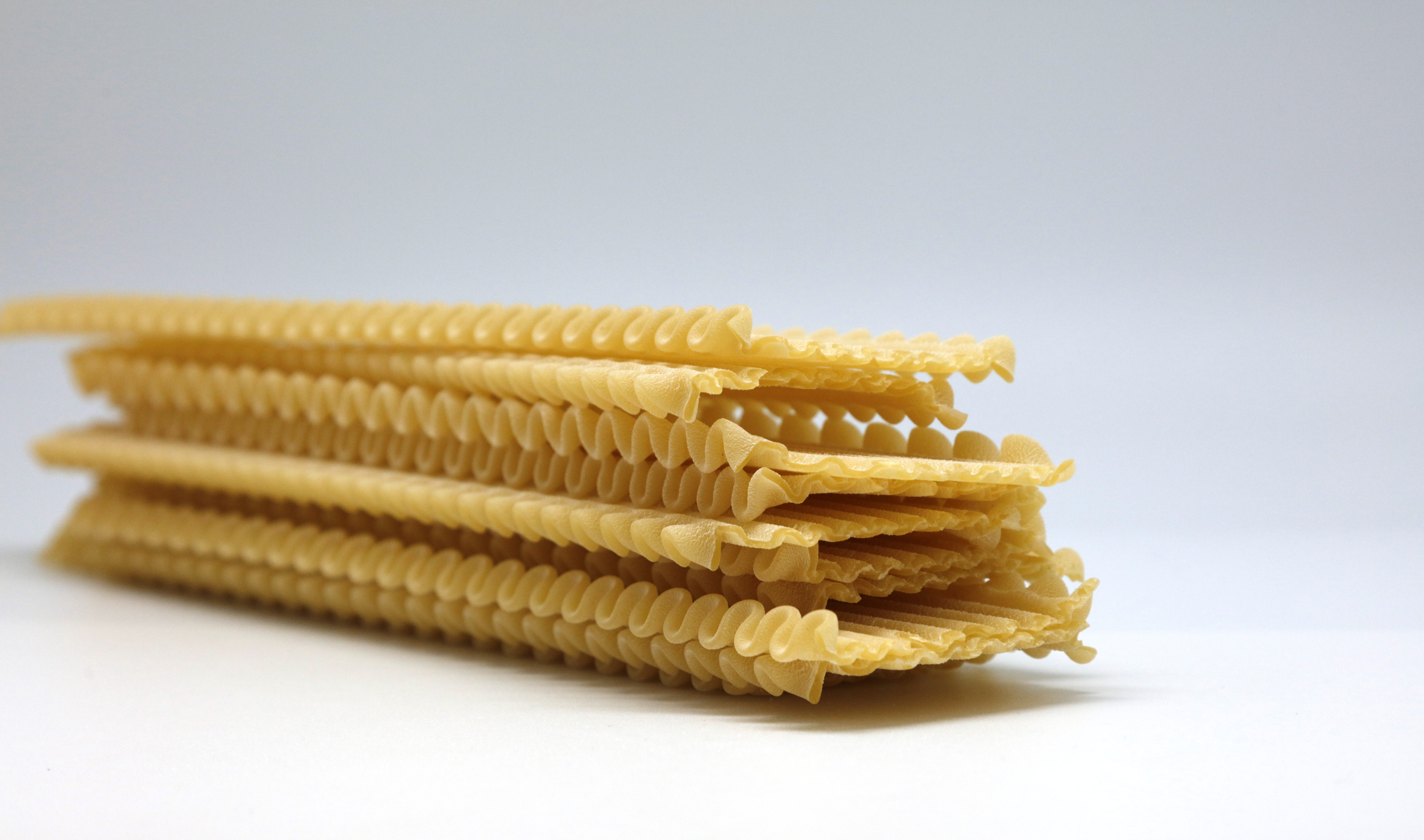
ラザニエッテ

ラザニエッテ (lasagnette) はパスタの一種である。
イタリア語の接尾辞-etteは名詞につける指小辞で「小さい」といった意味を付け加えるので、小さいラザニアというような意味であり、その名のとおりラザニアを狭くしたような形をしている。幅広でやや長いパスタを指す場合が多いが、オーマイから発売されているような比較的短いパスタを指すこともある。イタリアでは幅1-2cmほど、長さ10-15cmくらいのものをさす。